# 5296 (アルバム)
『5296』（ごーにぃきゅうろく）は、フォークデュオ・コブクロが2007年12月19日にリリースした通算6枚目のオリジナル・アルバム。

## 概要
前作『NAMELESS WORLD』から約2年ぶりとなる通算6枚目のオリジナル・アルバム。コブクロのアルバムでは初の英語以外のタイトルとなった。
タイトルの「5296」とは、2人が昭和52年生まれであること、発売時に結成9年目であり、通算6枚目のオリジナルアルバムであること。または、昭和52年生まれで発売時にインディーズミニアルバムを含め通算9枚目のオリジナルアルバムであり、デビュー6年目であること。そしてこれ自体で「コブクロ」と読めることを意味している。よって、この作品は結成9年目にして初のセルフタイトルアルバムともいえる。タイトル決定までには紆余曲折あり、本当はそのままセルフタイトル「コブクロ」やこれまでのようにアルファベットで「KOBUKURO」とすることも考えたが、上記の全ての数字が適合するのが2007年だけということもあり、仮タイトルとして小渕が提案した『5296』が黒田に気に入られ、「じゃあこれにしよう」と決まったものであるらしい。なお、読みを決めたのは黒田である。インディーズ時代からのグッズでもこの「5296」がプリントされたものが販売されている。
初回限定版には「蒼く 優しく」のVideo clipとロングインタビューを収録。
前作『NAMELESS WORLD』以降に発売されたシングル曲は全て収録されているが、シングルB面では唯一14thシングル『蕾』収録の「彼方へ」のみが未収録となっている。
オリコンアルバムチャートでは『NAMELESS WORLD』から3作連続の首位を獲得した。前作の「ALL SINGLES BEST」に続き4週連続1位を獲得、前作に続きミリオンセラーとなった。オリジナルアルバムとしては前作の「NAMELESS WORLD」に続いて2作目（オリコンの集計では初）のミリオンセラー作品となった。『EXILE LOVE』（EXILE）に続き2008年2作目のミリオン突破作品であり、初動が30万枚台のアルバムの中では最大の売上となっている。
発売後、2008年3月8日から6月5日にかけて、全国ツアー「KOBUKURO LIVE TOUR'08 "5296"」が全国14都市33公演で行われた。

## 収録曲
| #         | タイトル           | 作詞・作曲                              | ストリングス編曲     | 時間  |
| --------- | ------------------ | --------------------------------------- | -------------------- | ----- |
| 1.        | 「蒼く 優しく」    | 小渕健太郎                              | 笹路正徳             | 5:30  |
| 2.        | 「コイン」         | 小渕健太郎                              |                      | 6:00  |
| 3.        | 「蕾」             | 小渕健太郎                              | 小渕健太郎, 藤井理央 | 6:04  |
| 4.        | 「どんな空でも」   | 小渕健太郎                              | 小渕健太郎, 藤井理央 | 6:08  |
| 5.        | 「君という名の翼」 | 小渕健太郎                              | 小渕健太郎, 藤井理央 | 5:04  |
| 6.        | 「WHITE DAYS」     | 小渕健太郎                              | 小渕健太郎, 藤井理央 | 6:30  |
| 7.        | 「君色」           | 小渕健太郎                              |                      | 6:09  |
| 8.        | 「水面の蝶」       | 小渕健太郎                              |                      | 4:27  |
| 9.        | 「風の中を」       | - 黒田俊介（作詞） - 小渕健太郎（作曲） |                      | 4:09  |
| 10.       | 「月光」           | 黒田俊介                                |                      | 4:32  |
| 11.       | 「風見鶏」         | 小渕健太郎                              | 藤井理央             | 6:03  |
| 12.       | 「Diary」          | 小渕健太郎                              | 笹路正徳             | 6:12  |
| 13.       | 「Fragile mind」   | 小渕健太郎                              |                      | 6:20  |
| 合計時間: | 合計時間:          | 合計時間:                               | 合計時間:            | 73:08 |

| #  | タイトル                      | 作詞 | 作曲・編曲 | 監督 |
| -- | ----------------------------- | ---- | ---------- | ---- |
| 1. | 「蒼く 優しく」(Video Clip)   |      |            |      |
| 2. | 「“2006〜5296〜2007”」(Extra) |      |            |      |

## 曲の解説
シングル曲の詳細は各項目を参照
1. 蒼く 優しく
15thシングル。
2. コイン
2007年のファンフェスタで初披露された。
3. 蕾
14thシングル。
4. どんな空でも
2007年ツアー「蕾」で初披露された。
仮タイトルは「いつしか晴れるよ」であった。なおこの仮タイトルは歌詞の中にも登場する。
5. 君という名の翼
13thシングル。
6. WHITE DAYS
2008年公開映画『銀色のシーズン』主題歌[6]。自身初の映画主題歌である。
2007年ツアー「蕾」で初披露された。
7. 君色
15thシングルのカップリング曲。
8. 水面の蝶
2007年ツアー「蕾」で初披露された。
9. 風の中を
カントリー調の楽曲。作詞は黒田、作曲は小渕という結成9年目での初の試み[注釈 1]。
黒田は「ファンタジーな世界観の中で、今の積み重ねの先にこそ未来があるというのを物語の中に詰め込めればと思って書いた。」と語っている[7]。
10. 月光
2007年ツアー「蕾」で初披露された。ちなみにツアー本番までタイトルが決まらなかった。黒田の作詞・作曲した曲では初のアップテンポな曲で、「今までの曲は全てミドルテンポかバラードだったから、今回のテーマはズバリアップテンポだった」と語っている[7]。
11. 風見鶏
14thシングルのカップリング曲。
12. Diary
2007年ツアー「蕾」で初披露された楽曲。歌詞は恋人との間にあるエピソードを描かれており、小渕曰く「日記のようにこっそり記したラブソング」[8]。
アルバム発売の3ヶ月後にアサヒ飲料「三ツ矢サイダー」のCMソングに起用された[9]。
13. Fragile mind
2006年ツアー「NAMELESS WORLD」にて初披露されたものを音源化。
曲のタイトルは、「もろい心」を意味する英語で、この意は歌詞の中にも出てくる。

## 参加ミュージシャン
| 蒼く優しく - 小渕健太郎：Vocal, Acoustic Guitar, Electric Guitar - 黒田俊介：Vocal - 山木秀夫：Drums - 山田裕之：Bass - 小倉博和：Electric Guitar - 松浦基悦：Piano - 金原千恵子ストリングス：Strings - 金原千恵子, 矢野晴子, 伊能修, 真部裕, 岩戸有紀子, 大久保裕子, 栄田真彦, 大林典代, 押鐘貴之, 藤家泉子：Violin - 大沼幸江, 榎戸崇浩, 細川亜維子：Viola - 堀沢真己, 松岡陽平, 徳澤青弦：Cello - 岩瀬聡志, 佐藤和豊：Programming コイン - 小渕健太郎：Vocal, Acoustic Guitar, Electric Guitar, Blues Harp - 黒田俊介：Vocal - 桜井正宏：Drums - 山田裕之：Bass - 浜口高知：Electric Guitar - 松浦基悦：Wurlitzer, Fender Rhodes, Organ - 岩瀬聡志：Programming 蕾 - 小渕健太郎：Vocal, Acoustic Guitar - 黒田俊介：Vocal - 桜井正宏：Drums - 山田裕之：Bass - 西山太郎：Electric Guitar - 藤井理央：Piano - 漆原直美, 藤縄陽子, 石橋尚子, 牛山玲名, 小池智子, 坂田知香, 志摩かなえ, 長岡聡季, 西川茉莉奈, 吉成とも子：Violin - 渡邉智生, 冨田大輔, 菊地幹代, 高山愛：Viola - 関口将史, 久保公人, 夏秋彩, 関根優子：Cello - 岩瀬聡志：Programming & Synthesizer どんな空でも - 小渕健太郎：Vocal, Acoustic Guitar, Blues Harp - 黒田俊介：Vocal - 桜井正宏：Drums - 山田裕之：Bass - 浜口高知：Electric Guitar - 松浦基悦：Piano - 漆原直美, 藤縄陽子：Violin - 渡邉智生：Viola - 原口梓：Cello - ヒューマンアカデミーミュージックカレッジの皆さん：Chorus, Handclap - 黒木重貴, 宮里美有紀, 内山昌治, 伊藤さちこ, 深沢達也, 桜井美代子, 新升雄太, 神田愛実, 治田陽, 岡野モナ, 土屋大, 別所恵, 早松健一, 伊藤麻衣, 瀬崎貴之, 三苫咲織, 中村優子, 伊藤貴則, 小林大祐, 榎本まどか - 岩瀬聡志：Programming & Synthesizer 君という名の翼 - 小渕健太郎：Vocal, Electric Guitar - 黒田俊介：Vocal - 桜井正宏：Drums - 藤井理央：Piano - 漆原直美, 藤縄陽子, 長岡聡季, 吉成とも子, 牛山玲名, 坂田知香, 志摩かなえ, 重岡菜穂子, 渡辺美穂, 俣野良枝：Violin - 渡邉智生, 冨田大輔, 吉田篤, 小橋かな：Viola - 原口梓, 夏秋彩, 関根優子, 遠藤益民：Cello - 岩瀬聡志：Programming & Synthesizer WHITE DAYS - 小渕健太郎：Vocal, Acoustic Guitar - 黒田俊介：Vocal - 桜井正宏：Drums - 山田裕之：Bass - 浜口高知：Electric Guitar - 松浦基悦：Piano - 漆原直美, 藤縄陽子, 坂田知香, 志摩かなえ, 友清麻樹子, 長岡聡季, 牛山玲名, 西本幸弘, 藤崎美乃, 柳原有弥, 大和加奈：Violin - 渡邉智生, 冨田大輔, 菊地幹代, 吉田篤：Viola - 原口梓, 夏秋彩, 寺井創, 久保公人：Cello - 岩瀬聡志：Programming 君色 - 小渕健太郎：Vocal, Electric Guitar, Percussions, Blues Harp - 黒田俊介：Vocal - 桜井正宏：Drums - 山田裕之：Bass - 浜口高知：Electric Guitar - 松浦基悦：Piano - 岩瀬聡志：Programming & Synthesizer | 水面の蝶 - 小渕健太郎：Vocal, Electric Guitar - 黒田俊介：Vocal - 桜井正宏：Drums - 山田裕之：Bass - 浜口高知：Electric Guitar - 松浦基悦：Organ - 岩瀬聡志：Programming 風の中を - 小渕健太郎：Vocal, Acoustic Guitar, Slide Whistle, Triangle, Percussions - 黒田俊介：Vocal - 桜井正宏：Drums - 山田裕之：Wood Bass - 西海孝：Mandolin, Banjo, Dobro Guitar - 佐藤芳明：Accordion - 岩瀬聡志：Programming 月光 - 小渕健太郎：Vocal, Electric Guitar - 黒田俊介：Vocal - 桜井正宏：Drums - 山田裕之：Bass - 浜口高知：Electric Guitar - 松浦基悦：Organ - 岩瀬聡志：Programming 風見鶏 - 小渕健太郎：Vocal, Acoustic Guitar - 黒田俊介：Vocal - 桜井正宏：Drums - 山田裕之：Bass - 西山太郎：Electric Guitar - 藤井理央：Piano - 漆原直美, 藤縄陽子, 石橋尚子, 牛山玲名, 小池智子, 坂田知香, 志摩かなえ, 長岡聡季, 西川茉莉奈, 吉成とも子：Violin - 渡邉智生, 冨田大輔, 菊地幹代, 高山愛：Viola - 関口将史, 久保公人, 夏秋彩, 関根優子：Cello - 岩瀬聡志：Programming & Synthesizer Diary - 小渕健太郎：Vocal, Acoustic Guitar, Mandolin - 黒田俊介：Vocal - 桜井正宏：Drums - 山田裕之：Bass - 浜口高知：Electric Guitar - 松浦基悦：Piano - 真部裕, 金子芳子, 押鐘貴之, 太田雅音 - 梶谷裕子, 安保恵麻：Viola - 岩永知樹, 遠藤益民：Cello - 岩瀬聡志：Programming Fragile Mind - 小渕健太郎：Vocal, Electric Guitar - 黒田俊介：Vocal - 桜井正宏：Drums - 山田裕之：Bass - 浜口高知：Electric Guitar - 松浦基悦：Organ - 漆原直美, 藤縄陽子, 石橋尚子, 牛山玲名, 小池智子, 坂田知香, 志摩かなえ, 長岡聡季, 西川茉莉奈, 吉成とも子：Violin - 渡邉智生, 冨田大輔, 菊地幹代, 高山愛：Viola - 関口将史, 久保公人, 夏秋彩, 関根優子：Cello - 岩瀬聡志：Programming |